# Yarula
Yarula es un municipio del departamento de La Paz en la República de Honduras.

## Toponimia
Su nombre significa en lenca: Puntilla.

## Límites
| Orientación | Límite                                         |
| ----------- | ---------------------------------------------- |
| Norte       | Municipio de La Esperanza, Intibucá            |
| Sur         | República de El Salvador                       |
| Este        | Municipio de Marcala, La Paz                   |
| Oeste       | Municipio de Santa Elena, La Paz               |
| Oeste       | Municipio de San Marcos de la Sierra, Intibucá |

Está situado al Sur de los Río Chinacla y Río Estanzuela y su cabecera a la izquierda del Río Lajas.
Latitud: 14.11231, Longitud: -88.087914

## Historia
En 1791, en el recuento de población de 1791 era un pueblo del Curato de Chinacla.
En 1896, en la división Política Territorial 1896 figuraba como municipio del Círculo de Marcala.

## División Política
Aldeas: 5 (2013)
Caseríos: 42 (2013)
| Código | Aldea                       |
| ------ | --------------------------- |
| 121901 | Yarula                      |
| 121902 | Las Huertas la David García |
| 121903 | Las Lajas                   |
| 121904 | Tierra Colorada             |
| 121905 | El Zancudo                  |